# Saugerties South, New York
Saugerties South, New York (енгл. Saugerties South) насељено је место без административног статуса у америчкој савезној држави Њујорк.

## Демографија
По попису из 2010. године број становника је 2.218, што је 67 (-2,9%) становника мање него 2000. године.
| Група             | 2000.         | 2010.         |
| Белци             | 2.149 (94,0%) | 1.982 (89,4%) |
| Афроамериканци    | 33 (1,4%)     | 35 (1,6%)     |
| Азијати           | 18 (0,8%)     | 21 (0,9%)     |
| Хиспаноамериканци | 63 (2,8%)     | 138 (6,2%)    |
| Укупно            | 2.285         | 2.218         |